# گورستان تاریخی بناب جدید
گورستان تاریخی بناب جدید مربوط به دوره ایلخانی است و در شهرستان مرند، بخش مرکزی، دهستان بناب، شهر بناب جدید (روستای بناب سابق) واقع شده و این اثر در تاریخ ۲۷ اسفند ۱۳۸۶ با شمارهٔ ثبت ۲۲۲۶۶ به‌عنوان یکی از آثار ملی ایران به ثبت رسیده است.
گورستان بناب جدید با طول جغرافیایی ۴۵ درجه و ۵۰ دقیقه و ۷٫۱۳ ثانیه و عرض جغرافیایی ۴۳ درجه و ۲۵ دقیقه و ۳۶٫۰ ثانیه و ۴۴۳۶ فوت ارتفاع از سطح دریا در داخل شهر واقع شده است.